# Леонор Оранская-Нассау
Леонор Мари Ирен Энрика, графиня Оранская-Нассау, девица ван Амсберг (нидерл. Leonore Marie Irene Enricavan, gravin Oranje-Nassau, van Amsberg; род. 3 июня 2006, Гаага) — нидерландская аристократка, младшая дочь принца Константина Нидерландского. На данный момент занимает седьмое место в порядке наследования нидерландского престола.

## Биография
Леонор родилась 3 июня 2006 года в Гааге и стала младшим ребёнком в семье принца Константина Нидерландского и его супруги Лаурентин Бринхорст. Была крещена 8 октября 2006 года, получив при крещении имя Леонор Мари Ирен Энрика. У неё есть старшая сестра Элоизе (род. 2002) и старший брат Клаус-Казимир (род. 2004).
Леонор получила среднее образование в лицее Maerlant в Гааге, который закончила в 2022 году. По окончании лицея Леонор поступила в Атлантический колледж (Уэльс), в котором ранее училась её двоюродная сестра принцесса Алексия.